# فلفل مولاتو
فلفل مولاتو مشهور في المكسيك، يُحضر من فلفل بوبلانو المجفف، حيثُ يُجفف مولاتوس بوبلانوس كامل النضج وينتج فلفل مولاتو. النوع الآخر منه يسمى فلفل الأنشو، والذي يتم تحضيره من فلفل بولانوس الذي تم حصده مبكرا" وجفف.
يتصف فلفل المولاتو بأنه مُسطح ومُتجعد ولونه بني مائل إلى السواد بشكل دائم. يبلغ متوسط طول اولاتو 10 سم، في حين يبلغ عرضه 5 سم. ويتصف بالشكل العريض في الأعلى و الحاد في الأسفل. يتصف مذاق فلفل مولاتو بالشبه بينه وبين الشوكولاتة أو عرق السوس أو كنغمات الكرز والتبغ. شدة حرارة فلفل مولاتو ما بين 2500-3000 على مقياس سكوفيل.

## وصلات داخلية
- الزراعة في المكسيك.

## وصلات خارجية
- الأطعمة الحارة.